# パロマ (企業)
株式会社パロマ（英: Paloma Co., Ltd.）は、愛知県名古屋市に本社を置き、ガスコンロやガス給湯器などを製造販売する大手ガス器具メーカーである。パロマ・リームホールディングスの完全子会社である。

## 概要
リンナイやノーリツと共にガス器具メーカー大手の一角であり、特に同じ名古屋市に本社を置くリンナイとは競合関係にある。社名の「パロマ（Paloma）」は、スペイン語でハトという意味である。株式の過半数を創業家である小林一族が保有する典型的な同族経営企業である。
社是として「誠意と努力」「創意と工夫」「総力の結集」「責任の自覚」の4つを掲げている。
企業理念・キャッチフレーズが長らく設定されていなかったが、後述する湯沸器死亡事故以降は「お客様品質へ、全力で。」を全面に掲げている。創業100周年となった2011年からは「温もりある明日のために。」、2013年からは「ガスの温もりを、かたちに。」、2024年からは「人の“いきる”を、あたためる。」のキャッチフレーズが用いられている。

## 歴史
1911年2月、現在の愛知県名古屋市中区古渡町にて創業された小林瓦斯電気器具製作所（後に「株式會社小林製作所」へ改称）を母体とする。当初はガス器具の生産を中心にしていたが、戦後はストーブ・ガスレンジといった民生品にも製品を拡大した。1952年に「パロマ」の商標を採用して全国展開した。1964年に製造部門のパロマ工業株式会社と販売部門の株式会社パロマを分離独立させた。
1973年に北米へ進出し、1988年に米国第1位の給湯器メーカー「リーム社」を買収した。2006年時点で、全米シェアは5割、セグメント別連結売上の8割は海外で占め、世界的なガス給湯器メーカーである。
創業100周年を迎えた2011年2月1日に、製造子会社のパロマ工業と合併。パロマ工業を存続会社としたが、社名は「株式会社パロマ」へ変更した。
2023年10月に持株会社として株式会社パロマ・リームホールディングス（Paloma Rheem Holdings Co., LTD.）を設立、2024年3月に日本事業会社のパロマと海外事業会社のリームを持株会社の傘下に置く体制に移行した。

## 歴代トップ

### 歴代社長
|   | 氏名       | 在任期間               | 出身校                                  |
| - | ---------- | ---------------------- | --------------------------------------- |
| 1 | 小林由三郎 | 1911年2月 - 1933年11月 | -                                       |
| 2 | 小林進一   | 1933年11月 - 1981年3月 | -                                       |
| 3 | 小林敏宏   | 1981年3月 - 2005年9月  | 早稲田大学理工学部 コロンビア大学大学院 |
| 4 | 小林弘明   | 2005年9月 - 2019年1月  | 青山学院大学経営学部                    |
| 5 | 中島真也   | 2019年1月 - 2021年4月  | 名古屋工業大学工学部                    |
| 6 | 小林弘明   | 2021年4月 - （現職）   | 青山学院大学経営学部                    |

### 歴代会長
|   | 氏名     | 在任期間              |
| - | -------- | --------------------- |
| 1 | 小林進一 | 1981年3月 - 1992年8月 |
| 2 | 小林敏宏 | 2005年9月 - 2007年1月 |
| 3 | 小林弘明 | 2019年1月 -           |

## 主な事業所

### 工場・研究所
| 拠点                               | 所在地               |
| ---------------------------------- | -------------------- |
| 本社工場 本社第二工場 名古屋研究所 | 愛知県名古屋市瑞穂区 |
| 大口工場                           | 愛知県丹羽郡大口町   |
| 清洲工場                           | 愛知県清須市         |
| 北勢工場 笹野工場                  | 三重県いなべ市       |
| 可児工場                           | 岐阜県可児市         |
| 恵那工場                           | 岐阜県恵那市         |
| 直方工場                           | 福岡県直方市         |
| 北海道工場                         | 北海道登別市         |
| 札幌研究所                         | 北海道札幌市厚別区   |

## 主な関係会社
| 会社名                                       | 所在地                   |
| -------------------------------------------- | ------------------------ |
| 株式会社パロマカスタマーコミュニケーションズ | 愛知県名古屋市           |
| パロマ販売株式会社                           | 愛知県名古屋市           |
| パロマ精工株式会社                           | 愛知県名古屋市           |
| Paloma Industries, Inc.                      | 米国・カリフォルニア州   |
| Paloma Rheem Global, Inc.                    | 米国・ジョージア州       |
| Rheem Manufacturing Company                  | 米国・カリフォルニア州   |
| Intergas Verwarming B.V.                     | オランダ・クーフォルデン |

## 主な製品
- キッチン
  - ビルトインコンロ
  - ガステーブル
  - オーブンレンジ
  - ガス炊飯器
  - レンジフード
  - キャビネット
- 給湯器・熱源機
  - 給湯器
  - 給湯暖房熱源機
  - 暖房専用熱源機
- 温水暖房・床暖
  - 温室暖房乾燥機
  - ファンコンベクター
  - 床暖房
- 業務用機器
  - 給湯器
  - 炊飯器
  - フライヤー
  - ロードヒーティング

## 不祥事
- パロマ湯沸器死亡事故

## 提供番組
パロマ湯沸器死亡事故以降、地上波では全国ネットのレギュラー番組提供を減少させたが、2019年ごろを境に全国ネットのレギュラー番組での提供を増加させている。

### 現在
- ZIP!（日本テレビ系列、隔日で日産自動車と交代。）
- ザ!世界仰天ニュース（日本テレビ系列、2020年10月 - ）
- 帰れマンデー見っけ隊!!（テレビ朝日系列、19:00枠、2021年4月5日 - ）
- 家事ヤロウ!!!（テレビ朝日系列、火曜日同枠、2021年4月6日 - 9月28日）→木曜ミステリー（科捜研の女シーズン21→警視庁・捜査一課長 Season6）

（同系列、木曜20:00枠、2021年10月14日 - テレビ宮崎にも10月4日の別特番より遅れネットで放送。）
- めざましどようび（フジテレビ系列､2022年4月2日 - 9月24日）[注 3]→世界の何だコレ!?ミステリー（同局系列、2022年10月5日 - ）[注 4]
- プレバト!!（毎日放送発TBS系列、2022年10月6日 - ）[注 5]
- がっちりマンデー!!（TBS、2022年10月2日 - ）[注 6]
- バナナマンのせっかくグルメ!!（TBS系列、2022年4月3日 - 9月25日）[注 7]
- 所さんお届けモノです!（MBS発TBS系列、2023年4月 - ）
- 日曜日の初耳学（MBS発TBS系列、2023年4月 - ）
- 一柳良雄が問う日本の未来 (BSテレ東、2024年10月 - )

### 過去
日本テレビ
- 追跡（月曜日）
- 火曜サスペンス劇場
- ドラマコンプレックス
- 今田ハウジング
- 踊る!さんま御殿!!

TBS
- 家族そろって歌合戦→熱戦!歌謡ダービー
- 水曜ドラマスペシャル
- TBS月曜9時枠の連続ドラマ
- 月曜ドラマスペシャル
- 月曜ミステリー劇場
- 月曜ゴールデン
- ドリーム・プレス社
- ニンゲン観察バラエティ モニタリング（20:00枠、2021年1月7日 - 3月25日）
- バナナマンのせっかくグルメ!!（18:30枠、2022年4月3日 - 9月25日）[注 7]

フジテレビ
- 夜のヒットスタジオ
- ファミリーワイド
- 時代劇スペシャル
- おもしろバラエティ

テレビ朝日
- 特捜最前線
- テレビ朝日木曜時代劇（20:00）
- 土曜ワイド劇場
- テレビ朝日水曜21時枠刑事ドラマ
- 愛のエプロン
- クイズタイムショック山口崇時代放送末期

テレビ東京
- TVチャンピオン2
- チャンピオンズ〜達人のワザが世界を救う〜

BS-TBS
- 千客万来! 中尾家deごはん（2020年4月5日 - 2020年11月1日）[注 8][14]

提供クレジットは株式会社パロマ→パロマガス器具→パロマだったが、2022年時点ではPalomaである。

### 湯沸器事故発覚時のCM対応など
- 湯沸器死亡事故が発覚する直前の2006年7月当時、同社は日本テレビの『ドラマコンプレックス』、TBSの『月曜ゴールデン』、テレビ朝日の『愛のエプロン』『土曜ワイド劇場』のスポンサーを担当していた。
- しかし、事故が発覚した7月15日以降、各番組では提供クレジット表示を外し、公共広告機構（現在：ACジャパン）創立35周年CM（30秒バージョン）に差し替えられた。さらに7月24日の『月曜ゴールデン』枠より、各番組の提供枠ではお詫びCM（30秒）が放映されるようになった。ただし60秒枠で提供していた番組では、公共広告機構創立35周年CM（30秒バージョン）とのセットで放送された。9月末の番組改編時期にあわせて、同社はこれらの提供枠から撤退することになった。
- この他に当時は、東海テレビ・中京テレビでのローカル番組の提供枠、およびテレビ東京系列でのスポットCM枠を持っていたが、事故の影響でお詫びCMに差し替えられた。
- 2007年3月11日放送の第28回名古屋国際女子マラソンなどにおいて、提供クレジット表示はなかったものの、新たに制作された企業CM「お客様品質」編（30秒）が放映された。
- 事故発覚から1年後の7月からは、スポットCM枠を中心に、湯沸し器の新バージョンのお詫びCMが放映された。その後10月からは、企業CM「お客様品質」編の新バージョンCMも放映されている。
- 長年、ナゴヤ球場や横浜スタジアムのバックネットに広告を出していた。前者はナゴヤドーム移転時に広告の契約更新をしなかったために掲示せず（現在のナゴヤドームはトヨタ自動車が掲示）、後者は事故の影響によりファンケルの広告に差し替えられたが2014年に横浜スタジアムのみつばち保険と共に小規模バックネットに広告に復活した[15]。
- 事故によるものかどうかは不明だが、本社屋上の大型看板の夜間照明が現在は点灯しない。

## 著名な出身者
- Mr.マリック：マジシャン。高校卒業後、パロマ工業の検査部門に半年ほど在職していた。
- 所ゆきよし：漫画家。パロマデザイン室で取扱説明書のイラストを描いていた。

## VTuber
2019年12月15日より公式バーチャルYouTuberとして『羽呂真（ぱろま）とトリカ』がデビューしている。

### 同業他社
- リンナイ：同じく名古屋市に本社を置くガス器具メーカー
- トヨトミ：本社が隣接している。
- コロナ
- ノーリツ
- ハーマン
- パーパス
- ガスター

### スポンサー
- 横浜DeNAベイスターズ：2015年よりスポンサー。同年 - 2017年はホーム用ヘルメットに社名ロゴを掲出した[15]。
- 名古屋グランパスエイト：シルバースポンサー[18]。
- 名古屋市瑞穂公園：2015年4月より命名権を得て、施設に企業名を付けて呼称する。ただし、クリーンスタジアム規定（施設命名権行使禁止規定）が適用されるFIFA（国際サッカー連盟）主催・主管サッカー国際試合開催時を除く。